# Klein Schmölen
Klein Schmölen ist ein Ortsteil der Stadt Dömitz im Amt Dömitz-Malliß im Landkreis Ludwigslust-Parchim in Mecklenburg-Vorpommern. 

## Geografie und Verkehrsanbindung
Klein Schmölen liegt östlich der Kernstadt Dömitz an der Löcknitz und an der B 195. Westlich fließt die Elbe. Südöstlich erstrecken sich die ehemaligen Naturschutzgebiete Binnendünen bei Klein Schmölen und Löcknitztal-Altlauf.

## Sehenswürdigkeiten
In der Liste der Baudenkmale in Dömitz sind für Klein Schmölen vier Baudenkmale aufgeführt: drei Wohnhäuser und ein Hallenhaus.